# 1988 RE
1988 RE är en asteroid i huvudbältet som upptäcktes den 11 september 1988 av den amerikanska astronomen Jeffrey L. Phinney vid Palomarobservatoriet.
Asteroiden har en diameter på ungefär 1 kilometer.